# Gojcin
Gojcin är en by i östra delen av Bosnien och Hercegovina. Byn har cirka 1 000 invånare.